# 欧泰欧
欧泰欧（德語：o.tel.o）是一个前西德电信供应商的名称，于1999年4月1日被竞争对手Arcor收购。在1990年代末，欧泰欧是除了维亚电话系统及Arcor之外，德国电信在德国通讯市场自由化和放松管制后的三个主要潜在竞争对手之一。2010年2月，这个名称被沃达丰再度推出，用于其打折套餐中。